# Aéroport Hollywood Burbank
Pour les articles homonymes, voir BUR.
L'aéroport Hollywood Burbank (en anglais : Hollywood Burbank Airport, aussi appelé Burbank-Glendale-Pasadena Airport), (code AITA : BUR, code OACI : KBUR, code FAA : BUR) est un aéroport civil presque entièrement situé dans la partie nord-ouest de la ville de Burbank, dans le comté de Los Angeles en Californie, aux États-Unis. Située à environ cinq kilomètres (trois miles) du centre de Burbank, l'emprise de l'aéroport était à l'origine totalement incluse dans les limites du territoire de cette ville, mais l'extrémité nord de la piste 15/33 a été étendue sur celui de la ville de Los Angeles, dans le quartier de Sun Valley. 
Bob-Hope dessert le nord du Grand Los Angeles, notamment Burbank, Glendale, Pasadena et la vallée de San Fernando. Il est plus proche de Griffith Park et d'Hollywood que ne l'est l'aéroport international de Los Angeles (LAX) et est le seul aéroport de la région avec une connexion ferroviaire directe avec Downtown Los Angeles (en trente minutes), grâce à la gare implantée sur le site de l'aéroport. Les dessertes aériennes concernent surtout l'ouest des États-Unis, mais la compagnie aérienne JetBlue assure une liaison quotidienne de nuit (de type red-eye flight (en)) avec l'aéroport JFK de New York. 
L'aviatrice américaine Bobbi Trout fait partie des célébrités liées à l'histoire de l'aéroport ouvert en 1930.  
Le nom de l'aéroport fait honneur depuis 2003, peu de temps après sa mort, à l'acteur Bob Hope (1903-2003), celui-ci ayant résidé en Californie. 

## Situation
| \| 20 km1:830 000 \| Los Angeles-LAX Ontario-ONT John-Wayne-SNA Burbank-BUR Long Beach-LGB Van Nuys-VNY Santa Monica-SMO |
| 20 km1:830 000 |

| Burbank Santa Rosa Arcata CA Long Beach Merced Santa Monica Fresno Los Angeles Palm Springs Sacramento San Diego San Francisco San Jose Oakland Ontario Santa Ana Monterey Chico Crescent City Imperial Inyokern Mammoth Lakes Carlsbad Bakersfield Modesto Redding San Luis Obispo Santa Barbara Santa Maria Stockton Visalia |

## Statistiques
Pour des raisons techniques, il est temporairement impossible d'afficher le graphique qui aurait dû être présenté ici.

Voir la requête brute et les sources sur Wikidata.

## Galerie de photographies

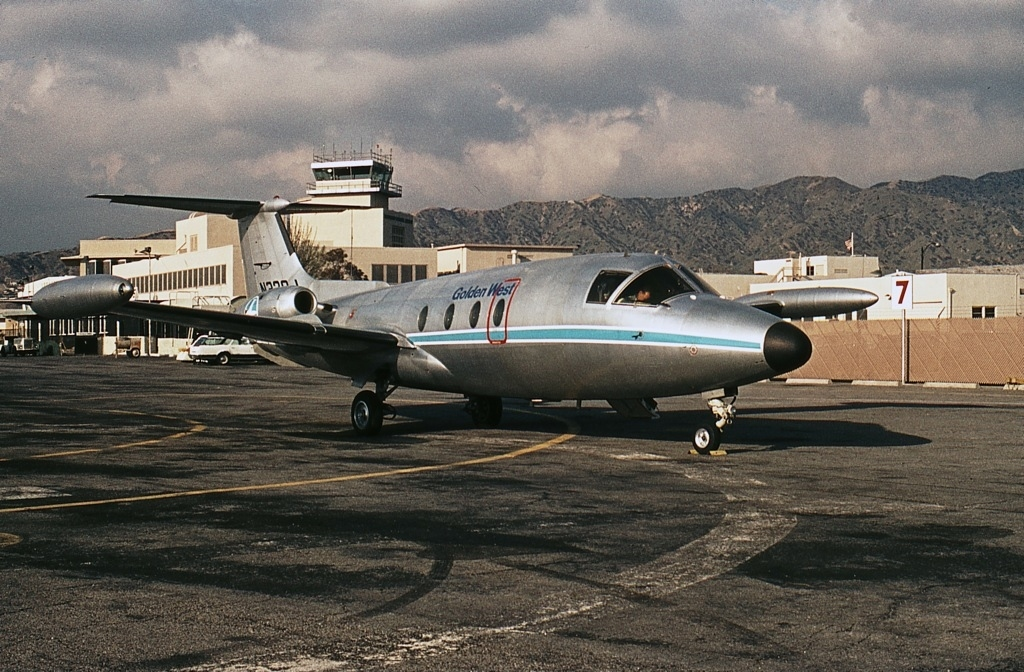
MBB HFB 320 Hansajet de la compagnie Golden West Airlines stationnant sur le tarmac de l'aéroport en 1969.
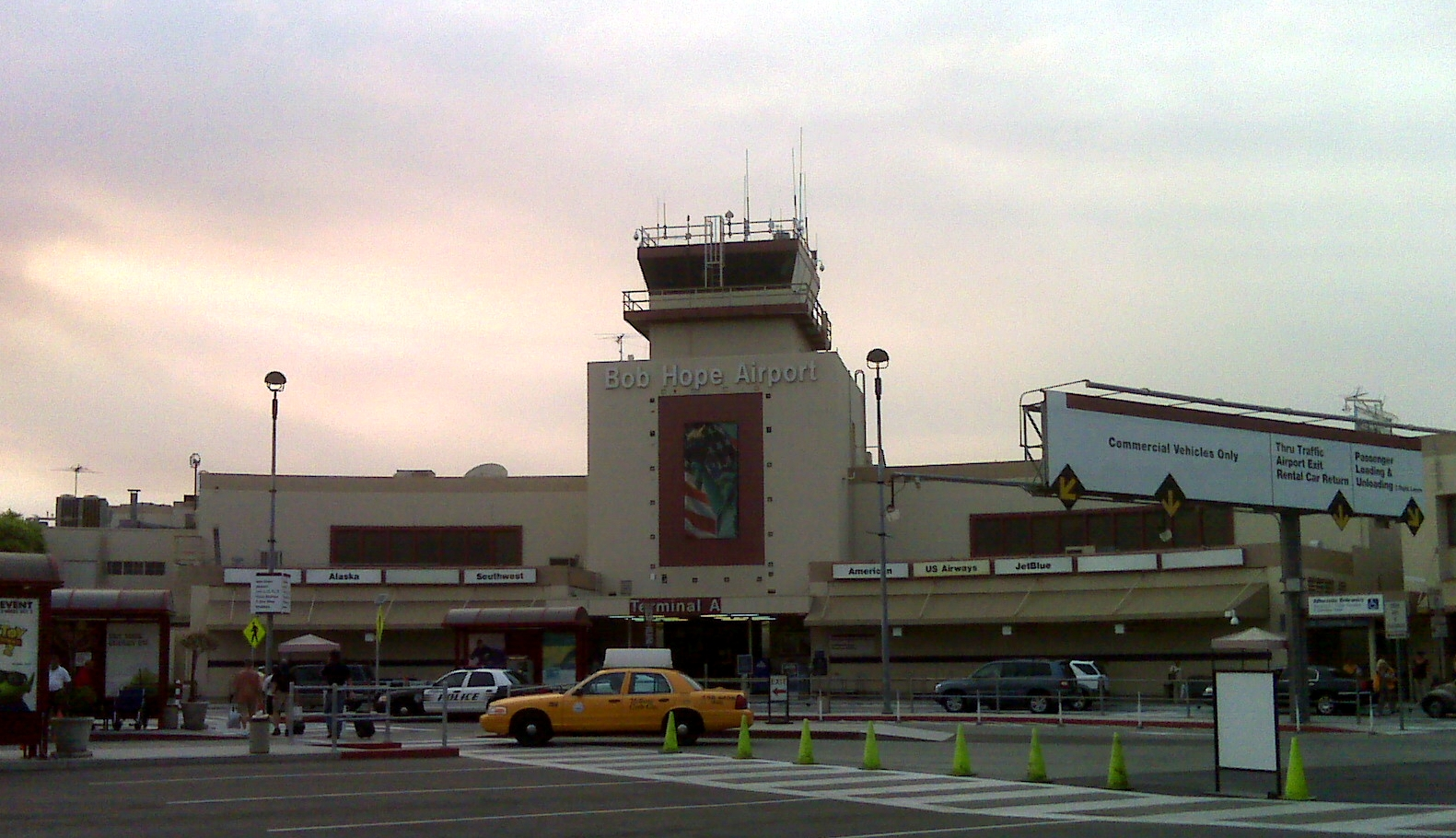
Vue contemporaine du terminal A.
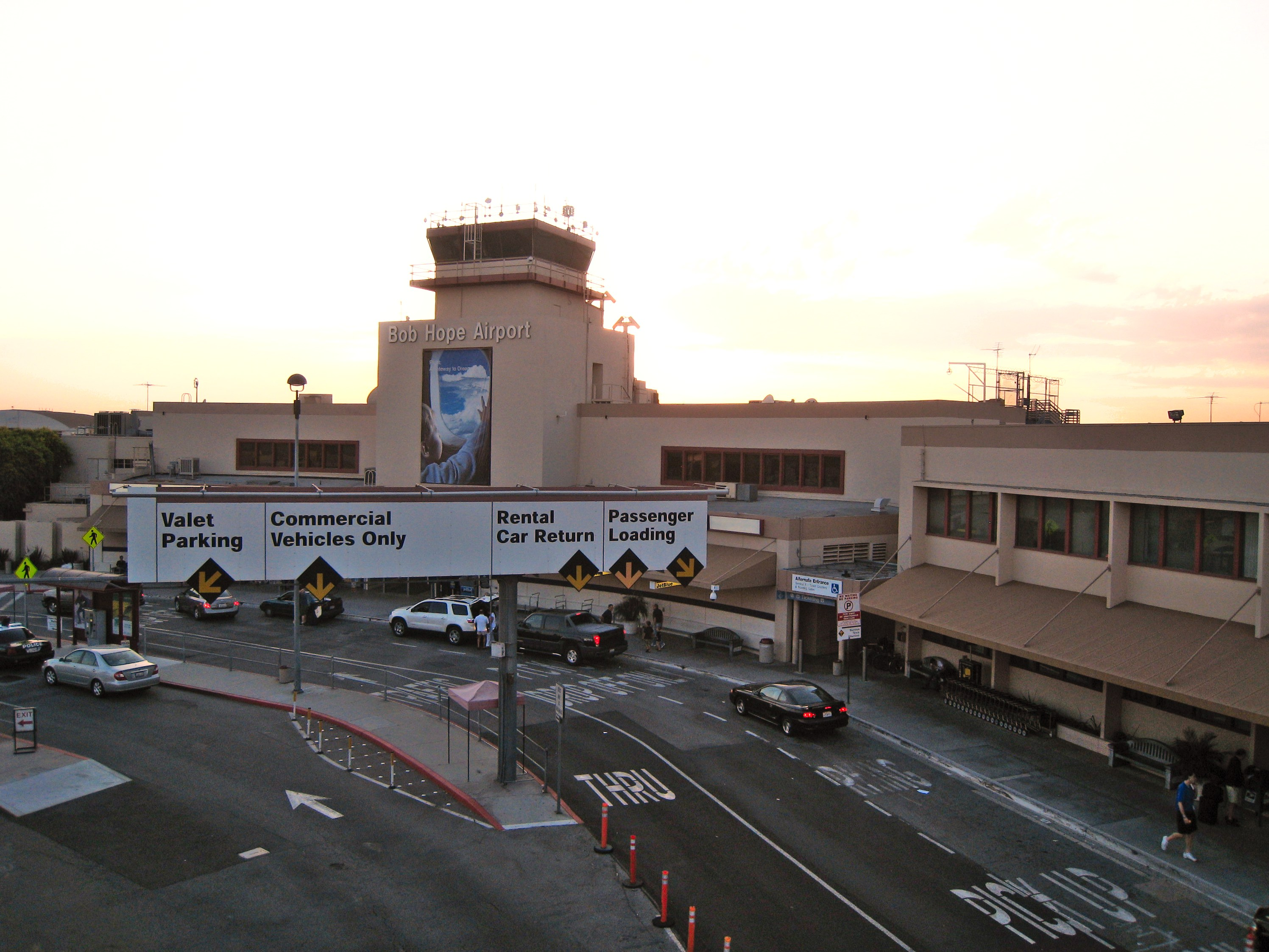
Autre vue du terminal A.
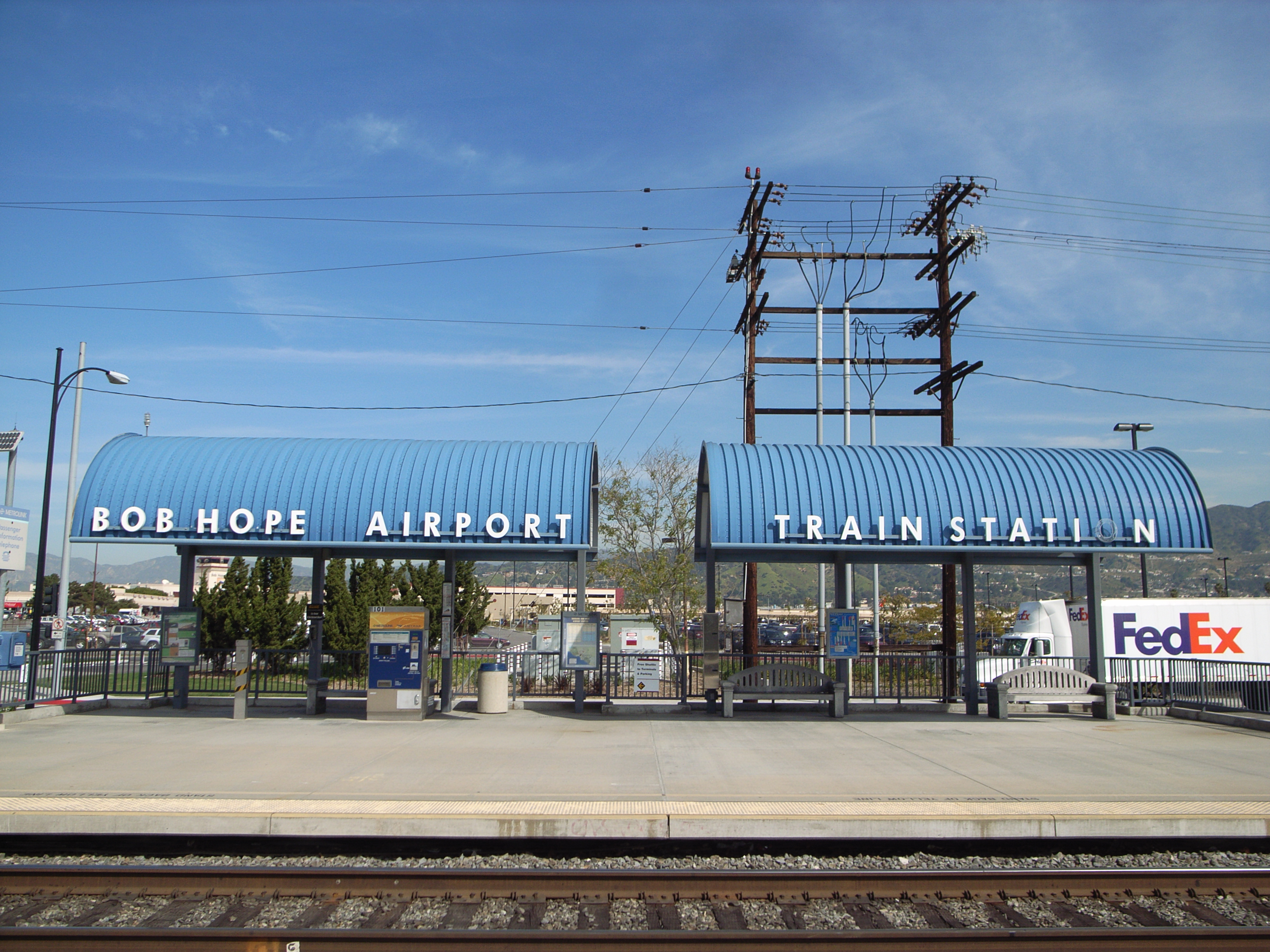
La gare, (vue des quais), portant l'inscription Bob Hope Airport Train Station.